# Shelby Super Cars
Shelby Super Cars (SSC) — американская компания, специализирующаяся на производстве спортивных автомобилей, которые позиционируются как самые быстрые в мире автомобили серийного производства.
Штаб-квартира компании расположена в городе Вест-Ричланд.

## История
Компания основана в 1999 году Джеродом Шелби, человеком, заработавшим финансовые средства на продаже медицинского оборудования.
В 2004 году SSC представили первую модель SSC Ultimate Aero, которая 13 сентября 2007 года поставила мировой рекорд максимальной скорости с результатом 412 км/ч.
В 2013 году на международном автосалоне в Дубае был представлен гиперкар SSC Tuatara.
В октябре 2020 году SSC Tuatara поставила рекорд скорости со средним результатом 508,73 км/ч, но эксперты, изучив записи видеорегистратора, уличили команду SSC в жульничестве. Позже гиперкар провел честный заезд, в зачет пошел результат 455,3 км/ч.

## Модельный ряд
Производство автомобилей компании Shelby Super Cars включает следующие модели:
- SSC Ultimate Aero;
- SSC Ultimate Aero XT;
- SSC Tuatara.